# Хреновка (Черниговская область)
Хреновка (укр. Хрінівка) — село в Сновском районе Черниговской области Украины. Население 129 человек.
Код КОАТУУ: 7425881003. Почтовый индекс: 15211. Телефонный код: +380 4654.

## Власть
Орган местного самоуправления — Горский сельский совет. Почтовый адрес: 15211, Черниговская обл., Сновский р-н, с. Горск, ул. Щорса, 41.